# Am Tor des Lebens
Am Tor des Lebens, in Deutschland: Am Tor des Todes, ist ein österreichisches Stummfilmdrama aus dem Jahre 1918 von Conrad und Robert Wiene mit Harry Walden in der Hauptrolle.

## Handlung
Graf Arnold Galeen erhält von seinem Arzt eine niederschmetternde Nachricht: Er habe nur noch ein paar Wochen zu leben. Galeen begibt sich zurück in das Stammschloss seiner Ahnen, um dort den Tod zu erwarten. Der Graf hat das Leben in vollen Zügen genossen, aber eine innere Stimme sagt ihm, dass das Beste noch kommen werde. Als der Tod auftaucht, gewährt er dem Moribunden die Bitte auf ein neues Leben. Voller Energie stürzt sich der von neuen Lebensgeistern aufgeputschte Graf in sein neues, leidenschaftliches Leben … und macht all die Fehler der Vergangenheit erneut – genauso, wie der Tod es ihm zuvor prophezeit hat.

## Produktionsnotizen
Am Tor des Lebens entstand in der Endphase des Ersten Weltkriegs im Sascha-Film-Atelier in Wien und wurde am 20. Dezember 1918 uraufgeführt. Im Berliner Mozartsaal lief der Streifen unter dem Titel im Juni 1919 an. Die Länge des Vierakters betrug in Wien rund 1600 Meter, es existierten auch andere Spiellängen.

## Kritik
Paimann’s Filmlisten resümierte: „Stoff, Spiel, Photos und Szenerie ausgezeichnet. (Ein Schlager.)“